# یواس‌اس آلو (ای‌ان-۶)
یواس‌اس آلو (ای‌ان-۶) (به انگلیسی: USS Aloe (AN-6)) یک کشتی بود که طول آن 163' 2" بود. این کشتی در سال ۱۹۴۱ ساخته شد.